# Wskaźnik Big Maca

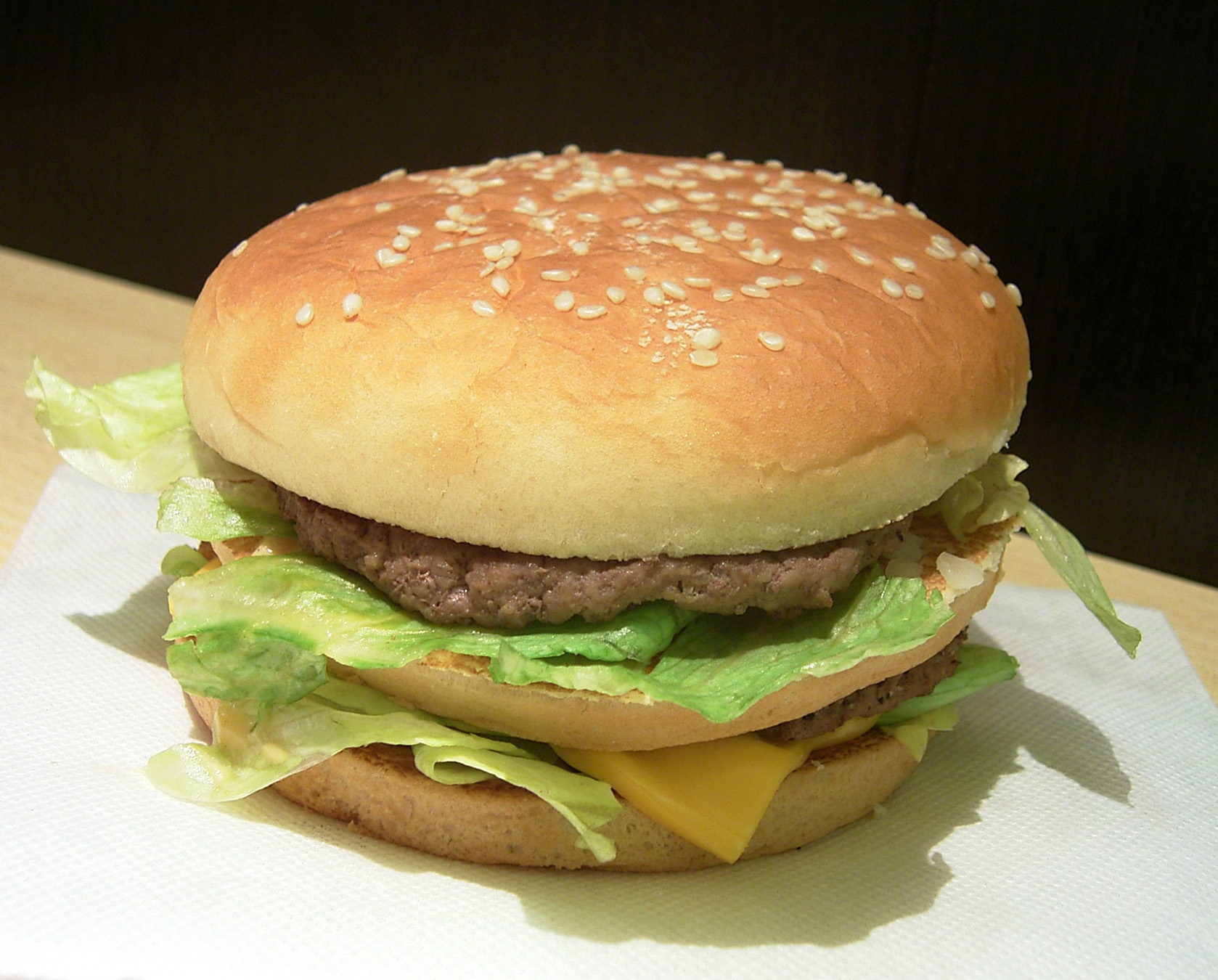
Big Mac (Japonia)

Wskaźnik Big Maca (ang. Big Mac Index) – nieformalny wskaźnik pomiaru parytetu siły nabywczej wprowadzony przez brytyjski tygodnik „The Economist” we wrześniu 1986. Wskaźnik publikowany jest regularnie w wersji czystej (ang. raw index) oraz skorygowanej o wskaźnik PKB na osobę (ang. adjusted index). Wskaźnik jest obliczany dla pięciu walut bazowych: amerykańskiego dolara, chińskiego renminbi, japońskiego jena, brytyjskiego funta oraz unijnego euro.
W numizmatyce, historii i archeologii zbliżoną rolę pełni trofa.

## Sposób obliczenia i interpretacja
Autorką wskaźnika jest Pam Woodall.

Ceny Big Maca w USD w Polsce i wybranych krajach od 1986 r.

Ceny Big Maca w Polsce i wybranych krajach w stosunku do USA od 1986 r.

Ceny towarów i usług konsumpcyjnych oraz ceny Big Maca w Polsce w stosunku do USA od 1994 r.

Za punkt odniesienia przyjęto cenę hamburgera Big Mac w sieci barów McDonald’s, z wyszczególnieniem na każde państwo. Według reguły parytetu siły nabywczej podstawowe znaczenie dla określenia kursu danej waluty ma poziom cen w kraju i za granicą. Warunkiem porównywalności cen między różnymi krajami jest jednak uwzględnianie zestawu tych samych dóbr. Przy takich obliczeniach stosuje się tak zwane prawo jednej ceny, które polega na założeniu, że dane dobro w każdym z krajów kosztuje tyle samo. W rzeczywistości jednak nie jest to prawda, różnice pomiędzy cenami tego samego dobra w innych krajach wynikają na przykład z różnic w zapotrzebowaniu na to konkretne dobro. Można powiedzieć, że cena dobra zależy w danym kraju od funkcji, jaką w nim pełni. Prawo jednej ceny w największym stopniu spełnione jest dla złota.
Parytet siły nabywczej nie jest na ogół obliczany przy użyciu ceny jedynie jednego dobra, ale wyjątkiem od tej reguły jest właśnie wskaźnik Big Maca, który tygodnik „The Economist” przedstawia systematycznie na swoich łamach. Przeliczanie z walut lokalnych odbywa się po bieżącym kursie, dlatego różnica cen wskazuje, o ile kurs danej waluty wobec dolara amerykańskiego odbiega od tego oszacowanego za pomocą metody ceny jednego dobra.
Na przykład jeżeli w danym kraju hamburger jest droższy niż w Stanach Zjednoczonych, to jego waluta jest przewartościowana. Jest to w zasadzie efektywna metoda określania kursu walutowego dla krajów nowo uprzemysłowionych, czyli tak zwanych wschodzących rynków.

### Przykład obliczenia
Przykład, dane z lipca 2008:
1. cena Big Maca $3.57 w Stanach Zjednoczonych (np. z jednego sklepu)
2. cena Big Maca £2.29 w Wielkiej Brytanii (np. z jednego regionu)
3. parytet siły nabywczej był $1.56 do £1, to jest $3.57/£2.29 = 1.56 ($/£)
4. kurs wymiany $2.00 do £1 w danym momencie
5. (2.00-1.56)/1.56 = 28% ((($/£) – ($/£)) / ($/£) = 1)
6. rezultat: kurs wymiany funta został zawyżony w stosunku do dolara o 28%.

W lipcu 2014 kurs wymiany złotego w stosunku do dolara według wskaźnika Big Maca był zaniżony o 37,5 proc. (według wartości skorygowanej o wskaźnik PKB na osobę zaniżony o 6 proc.).

## Uzasadnienie stosowania
Powody wybrania amerykańskiego hamburgera na dobro porównywalne na całym świecie są następujące:
- Jest to produkt rozpowszechniony i stosunkowo standardowy.
- W przypadku hamburgera nie odbywa się handel międzynarodowy, czyli żaden kraj nie sprzedaje drugiemu hamburgerów, lecz produkuje je sam. To zapobiega kształtowaniu się cen w oparciu o handel międzynarodowy.

Ze względu na inne czynniki, na przykład konkurencyjność, porównywanie cen hamburgerów marki McDonald′s nie stało się metodą powszechnie stosowaną, ale wyciągnięto z niej wiele ciekawych wniosków. Na przykład w raporcie opublikowanym pod koniec lipca 2007 roku możemy wyczytać, że najtańszego hamburgera kupimy w Chinach.

## Indeks inflacji
Cenę Big Maca wykorzystał do obliczania różnic pomiędzy faktyczną a oficjalną inflacją tygodnik „The Economist”.

## Indeks bogactwa UBS
Bank UBS wykorzystał do obliczania czasu pracy potrzebnego do zakupu kanapki w największych miastach świata (średnie wynagrodzenia porównane z lokalnymi cenami Big Maca). W 2012 roku liczba minut pracy potrzebna do zarobienia na jednego Big Maca w wybranych miastach wyniosła:
- Tokio – 9
- Nowy Jork, Hongkong – 10
- Chicago, Toronto, Los Angeles – 11
- Sydney, Nikozja, Miami, Dubaj – 12
- Warszawa – 36 (52. miejsce, między Pekinem a Bangkokiem)
- Kair – 67 (69. miejsce)
- Nairobi – 84 (72. miejsce)